# ستيفن ماكينوا
ستيفن ماكينوا (بالإنجليزية: Stephen Makinwa)‏، من مواليد 26 يوليو 1983 في لاغوس في نيجيريا، لاعب كرة قدم نيجيري.
بدأ مسيرته الكروية مع نادي ريجيانا الإيطالي في عام 2000، وفي موسم 2000/2001 لعب مع نادي كونيجليانو الإيطال، وشارك معهم في 8 مباريات وسجل هدفين، وفي موسم 2001/2002 انتقل إلى نادي كومو الإيطالي، وفي موسم 2002/2003 لعب مع نادي ريجيانا الإيطالي، وشارك معهم في 29 مباراة وسجل 6 أهداف، وفي عام 2003 لعب مع نادي جنوى الإيطالي، وفي موسم 2003/2004 انتقل إلى نادي كومو الإيطالي، وشارك معهم في 21 مباراة وسجل 6 أهداف، وفي موسم 2003/2004 انتقل إلى نادي كييفو الإيطالي، ولعب معهم 17 مباراة وسجل هدف واحد، وفي موسم 2004/2005 انتقل إلى نادي جنوى الإيطالي، ولعب معهم 18 مباراة وسجل 6 أهداف، وفي موسم 2004/2005 انتقل إلى نادي أتالانتا الإيطالي، ولعب معهم 17 مباراة وسجل 6 أهداف، وفي عام 2005/2006 انتقل إلى نادي باليرمو الإيطالي، ولعب معهم 23 مباراة وسجل 5 أهداف، ومنذ عام 2006 وهو يلعب مع نادي لاتسيو.
و قد بدأ باللعب مع منتخب نيجيريا لكرة القدم في عام 2006.

## روابط خارجية
- ستيفن ماكينوا على موقع الاتحاد الدولي (مؤرشف)  (الإنجليزية)
- ستيفن ماكينوا على موقع قاعدة بيانات كرة القدم.إي يو (الإنجليزية)
- ستيفن ماكينوا على موقع ناشيونال فوتبول تيمز (الإنجليزية)
- ستيفن ماكينوا على موقع Soccerway.com (الإنجليزية)
- ستيفن ماكينوا على موقع عالم كرة القدم.نت (الإنجليزية)
- ستيفن ماكينوا على موقع كووورة